# Lizzy Schouten
Catherina Elisabeth „Lizzy“ Schouten (* 28. April 1887 in Amsterdam; † 21. Oktober 1967 in Laren), auch Lizzy Breman-Schouten war eine niederländische Malerin, Grafikerin, Zeichnerin und Radiererin. Ihr Werk umfasst hauptsächlich Porträts.

## Leben
Schouten wurde 1877 in Amsterdam geboren. Sie studierte an der Rijksakademie van beeldende kunsten in Amsterdam. Zu ihren Lehrern gehörten Carel Lodewijk Dake, Pieter Dupont, Bart van Hove und Nicolaas van der Waay. 1939 wurde ihr Werk auf der Ausstellung und Auktion Onze Kunst van Heden im Rijksmuseum Amsterdam gezeigt. Sie war Mitglied der Gesellschaften Arti et Amicitiae, Kunstenaarsvereniging Sint Lucas und der Kunstenaarsvereniging Laren-Blaricum.
Im Jahr 1910 heiratete Schouten den Künstlerkollegen Co Breman. Nach ihrer Heirat verbrachte das Paar zwei Jahre in Italien. Sie starb 1967 in Laren, Nordholland.